# Livet på Forsbyholm
Livet på Forsbyholm är en svensk film från 1948 i regi av Elof Ahrle.
I filmens huvudroll sågs Sickan Carlsson och bland övriga skådespelare kan nämnas Egon Larsson och Nils Ericson. Manus skrevs av Alexander Faragó och Arne Mehrens under pseudonymen Henrik Hill. Musiken gjordes av Miff Görling, Nathan Görling och Arthur Österwall. Fotograf var Julius Jaenzon och klippare Tage Holmberg. Filmen hade premiär den 19 januari 1948 på biograferna Lyran, Göta Lejon och Draken, alla belägna i Stockholm. Den var 84 minuter lång och barntillåten.
Livet på Forsbyholm spelades in mellan den 19 augusti och 3 oktober 1947 i en ateljé i Råsunda, Beatelund i Värmdö, på Höstsol i Täby och i Sigtuna. Filmens inspelningstitel var En skägglös dundergud.

## Handling
Internatskolan Forsbyholm testar en ny och liberalare pedagogik, men har svårt att få tillräckliga statsanslag för att verksamheten ska gå ihop. Rektor Wiik får emellertid löfte om anslag på villkor att han kan göra folk av den strulige eleven Rutger von Hake. Britt Lange kommer som ny lärare till skolan. I slutet skenar hästen hon rider på, men hon räddas av von Hake som därmed får upprättelse. Skolan får därmed anslaget den blivit utlovad.

## Rollista
- Sickan Carlsson – Britt Lange, lärare
- Egon Larsson – Rutger von Hake
- Nils Ericson – Gösta Bergmark
- Douglas Håge – Wiik, rektor
- John Botvid – Spira, vaktmästare
- Thor Modéen – August von Hake
- Marianne Löfgren – Agneta von Hake
- Greta Liming – Maud Wide
- Per Hugo Jacobsson – trädgårdsmästare
- Mona Geijer-Falkner – skurgumma
- Torbjörn Stålmarck – Pettersson, elev
- Sten Gester – Nisse, elev
- Ulla Andreasson – flicka
- Maja Håge	– postfröken
- Artur Rolén – Kärrson

## Mottagande
Filmen fick mycket dåliga recensioner i pressen. Aftonbladets anmälare skrev "Ett svenskt s k lustspel, dvs en synnerligen olustig underhållning med platta skämt, ideliga longörer och pekoralistiskt manuskript. Ett fåtal goda uppslag förstördes omsorgsfullt och regin brast på avgörande punkter. Ett nytt bottennapp." I SF-journalen kritiserades Ahrles insatser som regissör: "Jag kan med gott hjärta råda Elof Ahrle att bli vid sin läst, dvs att fortsätta som skådespelare och ge regissörsjobbet på båten omgående." Svenska Dagbladets recensent upprördes över "att dyrbar och just nu svåröverkomlig råfilm straffritt får förstöras på ett så meningslöst sätt."

### Fotnoter
1. 1 2 3 4 5  ”Livet på Forsbyholm”. Svensk Filmdatabas. http://sfi.se/sv/svensk-filmdatabas/Item/?itemid=4219&type=MOVIE&iv=Basic&ref=/templates/SwedishFilmSearchResult.aspx?id%3d1225%26epslanguage%3dsv%26searchword%3dlivet+p%C3%A5+forsbyholm%26type%3dMovieTitle%26match%3dBegin%26page%3d1%26prom%3dFalse. Läst 14 februari 2013.